# 조지프 코니
조지프 코니(Joseph Kony [koɲ][*], 1961년 ~ )는 우간다의 반군 조직인 신의 저항군 총사령관이다. LRA는 본래 우간다 정부의 압제에 저항하는 조직이라고 했으나, 점차 코니의 사병화되어 현재는 아콜리족을 정화하고 우간다를 기독교 신정정치 국가로 만드는 것을 목표로 활동하고 있다. 코니는 스스로를 신의 대변인이자 영매라고 한다. 자신에게 여러 국적의 13명의 영혼이 찾아왔으며, 그 중에는 중국계 유령도 한 명 있었다고 주장한다. 이념적으로 LRA는 신비주의, 아콜리족 민족주의, 이슬람교, 기독교 근본주의가 뒤섞여 있으며, 기본 강령은 십계명과 아콜리족의 전통에 따른 신정 국가의 건설이다.
코니는 어린이들을 납치해 성노예 및 소년병으로 삼은 혐의를 받고 있다. 1986년부터 2009년까지 2백만 명의 사람들이 난민이 되고 66,000 명의 아동이 소년병이 되었다. 2007년 기준으로 코니는 88명의 처첩을 거느리고 그들과의 사이에서 낳은 자녀는 2006년 기준으로 44명이다.
네덜란드 헤이그에 소재한 국제형사재판소는 2005년에 조지프 코니를 전쟁 범죄 및 반인륜 범죄 혐의로 기소하였으나 코니는 현재까지 체포를 피해 도피 중이다. 2006년 ICC의 요청으로 인터폴은 코니를 적색수배하였다. 주바 담화 이후 LRA는 더 이상 우간다에서 활동하지 않고 있다. 현재 LRA는 콩고 민주 공화국, 중앙아프리카 공화국 또는 남수단에 은신하고 있다고 한다. 2013년 현재 코니는 건강이 좋지 않은 상태라 하며, 중앙아프리카 공화국 대통령 미셸 조토디아는 자신이 코니에게 항복을 요구하는 교섭을 진행 중이라고 주장하고 있다.
2022년 11월 ICC 검사는 조지프 코니의 기소를 원한다..

## 같이 보기
- 신의 저항군 반란